# 天主教阿普雷的聖費爾南多教區
天主教阿普雷的聖費爾南多教區（拉丁語：Dioecesis Sancti Ferdinandi Apurensis）是委內瑞拉一個羅馬天主教教區，屬卡拉沃索總教區。
同名的自治監督區區成立於1970年6月7日，1974年11月12日升為教區。
教區位於阿普雷州。2010年有教友416,000人（佔轄區總人口80.6%）、卅七個堂區、卅九名司鐸。現任教區主教為比克托爾·曼奴埃爾·佩雷斯·羅哈斯。